# Миндрештій-Ной
Миндрештій-Ной (рум. Mîndreștii Noi) — село у Синжерейському районі Молдови. Входить до складу комуни, адміністративним центром якої є село Біліченій-Ной.

## Населення
За даними перепису населення 2004 року у селі проживали 1119 осіб.
Національний склад населення села:
| Національність       | Кількість осіб | Відсоток   |
| -------------------- | -------------- | ---------- |
| молдавани румуни     | 1027 16        | 91,8% 1,4% |
| українці             | 57             | 5,1%       |
| росіяни              | 14             | 1,3%       |
| інша / без відповіді | 5              | 0,4%       |
| Всього               | 1119           | 100%       |